# قلعه دختر کوهبنان
قلعه دختر کوهبنان مربوط به دوره ساسانیان است و در کوهبنان، خیابان شیخ ابوسعید، پارک برهان الدین، کوچه خانقاه قلعه دختر واقع شده و این اثر در تاریخ ۷ اسفند ۱۳۸۶ با شمارهٔ ثبت ۲۱۴۸۴ به‌عنوان یکی از آثار ملی ایران به ثبت رسیده است.